# 宅地建物取引業法
宅地建物取引業法（たくちたてものとりひきぎょうほう、昭和27年法律第176号）は、宅地建物取引業を営む者について免許制度を実施し、その事業に対し必要な規制を行うことにより、その業務の適正な運営と宅地および建物の取引の公正とを確保するとともに、宅地建物取引業の健全な発達を促進し、もって購入者等の利益の保護と宅地および建物の流通の円滑化とを図ることに関する日本の法律である。通称宅建業法。
所管官庁は国土交通省。1952年（昭和27年）、第13回通常国会に瀬戸山三男、外11名（浅利三朗、内海安吉、上林山栄吉、鈴木仙八、田中角栄、西村栄一、松本一郎、薬師神岩太郎、中島茂喜、増田連也、村瀬宣親）により提出、成立した議員立法である。

## 概要
戦後の日本は空爆による住宅被災・戦地からの帰国者による人口増などにより、未曾有の住宅難の時代を迎えた。しかし当時は不動産取引を規制するものが何も無く、取引の仲介を行うのに無資本でも報酬を得られることから、専門的な知識や経験のほとんど無い者が取引に従事し、手付金詐欺・二重売買などを行う悪質な業者が横行するようになった。これらを規制し不動産業が健全な発展を図れるよう、昭和27年6月に宅地建物取引業法（以下「宅建業法」という。）が制定された。衣・食と並んで「住宅」は人間生活に欠くことのできない生活基盤である。にもかかわらず住宅を入手する宅地・建物の取引については、一般消費者がその知識や経験の乏しいのが通常であり、他方、悪質な業者も存在するため、大切な財産を失い、あるいは多大な損害を被る事例があとを絶たないのも事実である。
宅建業法では免許制度を実施し、その事業に対し必要な規制を行うことによって、
1. 宅地建物取引業を営む者の業務の適正な運営を図る。
2. 宅地・建物の取引の公正を確保。
3. 宅地建物取引業の健全な発達を促進。

以上の3点を目的とし、最終的には宅地・建物を購入しようとする者等が被る恐れのある損害を防止し、その利益を保護するとともに、宅地・建物が円滑に流通することを目的としている（宅建業法第1条より）。

## 構成
本項で宅地建物取引業法について以下では条数のみを挙げる。
- 第1章 総則（第1条・第2条）
- 第2章 免許（第3条 - 第14条）
- 第3章 宅地建物取引士（第15条 - 24条）
- 第4章 営業保証金（第25条 - 第30条）
- 第5章 業務
  - 第1節 通則（第31条 - 第50条の2の4）
    - 第34条の2（媒介契約）
    - 第35条（重要事項の説明等）
    - 第37条（書面の交付）

  - 第2節 指定流通機構（第50条の2の5 - 第50条の15）
  - 第3節 指定保証機関（第51条 - 第63条の2）
  - 第4節 指定保管機関（第63条の3 - 第64条）
- 第5章の2 宅地建物取引業保証協会（第64条の2 - 第64条の25）
- 第6章 監督（第65条 - 第72条）
- 第7章 雑則（第73条 - 第78条の4）
- 第8章 罰則（第79条 - 第86条）
- 附則

## 目的
宅地建物取引業者の免許制度などの規制による、業務の適正な運営と宅地や建物の取引の公正の確保、宅地建物取引業の健全な発達の促進、購入者等の利益の保護と宅地や建物の流通の円滑化を目的としている（1条）。

## 宅地建物取引業免許
- 免許の申請先は、1つの都道府県に事務所を設置する場合、その都道府県知事の免許を受け、直接知事に申請する。複数の都道府県に事務所を設置する場合、国土交通大臣の免許を受け、主たる事務所（本店）所在地を管轄する都道府県知事を経由して申請する（3条1項）。
- 免許の有効期間は5年で、更新の際は有効期間満了日の90日前から30日前までの間に申請書を提出しなければならない。申請書を提出すれば、たとえ手続上の都合で有効期間内に処分がなされなくても、従前の免許の効力が存続する（3条2~4項）。
- 免許の効力は、日本全国で有効である。都道府県知事免許でも国土交通大臣免許でも同様である。
- 免許番号は「国土交通大臣(2)第1234号」「東京都知事(1)第78901号」「北海道知事 石狩(1)第1234号」（「石狩」は石狩振興局。なおオホーツク総合振興局管内は「オホ」）という形で表される。括弧内の数字は更新回数に1を加えた数を示す。業者が免許換え、廃業、免許取り消しとなった場合、その免許番号は永久欠番となり、再使用されない。
- 宅建業者が、商号又は名称、事務所の名称及び所在地、事務所ごとに置かれる専任の宅地建物取引士の氏名、役員（個人業者の場合はその個人）及び政令で定める使用人の氏名に変更があったときは、変更があったときから30日以内に免許権者に届出なければならない（4条、8条、9条）。
- 宅建業者が、事務所の新設・廃止・移転により現在の免許が不適当となる場合は、新たに免許を取得する免許換えを申請しなければならない（7条）。つまり、新たな免許の取得となるので、免許証番号が変更になり、有効期間も免許換えの日から5年となる。
- 何人も、宅地建物取引業免許を受けないで、宅地建物取引業を営んではならず、また宅建業を営む旨の表示をし、又は宅地建物取引業を営む目的をもって広告をしてはならない（12条）。 宅建業者は、自己の名義をもつて、他人に宅地建物取引業を営ませてはならず、また自己の名義をもって、他人に、宅地建物取引業を営む旨の表示をさせ、又は宅地建物取引業を営む目的をもってする広告をさせてはならない（名板貸の禁止、13条）。
- 免許権者は、免許の交付にあたって、その免許に条件を付し、及び条件を変更することができる（3条の2）。宅建業者がこの条件に違反したときは、免許権者はその免許を取り消すことができる（66条2項）。

### 欠格事由
宅建業を営むにあたり、以下の各号のいずれかに該当する者は、免許を取ることができない（5条）。
1. 破産手続開始の決定を受けて復権を得ない者
2. 66条第1項8号・9号による宅建業免許の取消（以降「免許取消」と略す）の日から5年経っていない者（当該免許を取り消された者が法人の場合においてその役員[1]だった者で、免許取消の日から5年経っていない者（役員は免許取消処分の聴聞の期日及び場所の公示日前60日以内に役員だった者に限る）
3. 免許取消処分の聴聞の期日及び場所が公示された日から処分をするかどうかを決定するまでの間に解散・廃業の届出をした者（相当の理由がある場合を除く）で、届出の日から5年経っていない者
4. 免許取消処分の聴聞の期日及び場所が公示された日から処分をするかどうかを決定するまでの間に合併により消滅した法人、または解散・廃業の届出のあった法人（相当の理由がある法人を除く）の役員だった者で、当該消滅または届出の日から5年経っていない者（役員は免許取消処分の聴聞の期日及び場所の公示日前60日以内に役員だった者に限る）
5. 拘禁刑以上の刑に処せられ、その刑の執行を終わり、または執行を受けることがなくなった日から5年経っていない者
6. 宅建業法違反、傷害罪などの暴力関係の罪[2]、背任罪を犯したことにより、罰金の刑に処せられ、その刑の執行を終わり、または執行を受けることがなくなった日から5年経っていない者
7. 暴力団員による不当な行為の防止等に関する法律第2条第6号に規定する暴力団員又は同号に規定する暴力団員でなくなった日から5年を経過しない者（以下「暴力団員等」という）
8. 免許の申請前5年以内に宅建業に関し、不正または著しく不当な行為をした者
9. 宅建業に関し、不正または不誠実な行為をするおそれが明らかな者[3]
10. 心身の故障により宅地建物取引業を適正に営むことができない者として国土交通省令で定めるもの[4]
11. 未成年者で、その法定代理人（代理人が法人である場合においては、その役員を含む）が、前述1～10に該当する場合
12. 法人（宅建業者）であって、その役員または政令で定める使用人[5]が、前述1～10に該当する場合
13. 個人事業者で、政令で定める使用人が前述1～10に該当する場合
14. 暴力団員等が事業を支配する者
15. 事務所に法定数の専任の宅地建物取引士を置いていない場合

### 必然的消除事由
免許権者は、その免許を受けた宅建業者が以下のいずれかに該当する場合には、免許を取り消さなければならない（66条）。
1. 免許基準について欠格事由にあたる場合
2. 不正手段により免許を取得したとき
3. 業務停止処分対象行為で情状が特に重いとき、または業務停止処分に違反したとき
4. 免許を受けてから1年以内に事業を開始せず、または引き続き1年以上事業を休止したとき（正当な理由の有無を問わない）
5. 免許換えの手続きを怠ったとき
6. 廃業等の届出がなく、その事実が判明したとき

### 免許が不要な場合
1. 一定の条件を満たす信託会社および信託業を兼営する銀行は、国土交通大臣に届け出さえすれば、宅建業免許を取得しなくとも宅建業を営むことができる。国土交通大臣免許を受けた宅建業者として扱われ（77条）、免許以外に関する本法の規定はこれらの会社にも同様に適用される。この場合の免許番号は「国土交通大臣届出第1号」と表される。
2. 国や地方公共団体の行う宅地建物取引には本法の適用はないので、宅建業免許も不要である（78条）。なお、都市再生機構などの独立行政法人はその根拠法により国とみなされ、地方住宅供給公社は地方公共団体とみなされるが、農業協同組合は地方公共団体とみなされない。特殊会社（JR三島会社など）も国とみなされない。
3. 免許が必要な宅地建物取引とは、「自ら売買・交換」、「売買・交換・貸借の代理」、「売買・交換・貸借の媒介」である（2条）。逆に言えば、自らが貸借の当事者（貸主又は借主）として宅地建物を貸借することのみを業として行う場合（「自ら貸借」）は、免許不要である。
4. 死亡、会社の合併の場合の一般承継人、破産、解散、廃業の場合の当事者は、その業者が締結した取引をすべて終わらせる目的の範囲内では、免許がなくても宅建業者とみなされる（76条）。

## 媒介契約
媒介とは、宅建業者が依頼を受けて、契約の両当事者の間に入り、両当事者間の制約成立に助力することをいう（34条の2）。一方の依頼者の代わりに自ら契約を結ぶ代理（34条の3）とは異なる。もっとも、代理においても本法では媒介の規定を多く準用している。
- 一般媒介契約

他の業者に重ねて依頼することを許す契約。契約の有効期間を自由に定めることができ、業者の業務処理報告義務もない。指定流通機構への登録は任意である。
- 専任媒介契約

他の業者に重ねて媒介・代理を依頼することを禁ずる契約。契約の有効期間は3カ月以内とされ、更新は依頼人の申出があった場合に限られ、その際の有効期間は3カ月以内と定められている。（34条の3の4）宅建業者は2週間に一度以上（休業日を含む）、依頼者に業務処理の状況を報告しなければならない。また指定流通機構に7日以内（休業日を含まない）に登録しなければならない。
- 専属専任媒介契約

自己発見取引（依頼者自ら取引の相手方を見つけること）を禁止する特約を付した専任媒介契約を指す。契約の有効期間は3カ月以内とされ、更新は依頼人の申出があった場合に限られる。宅建業者は1週間に一度（休業日を含む）、依頼者に業務処理の状況を報告しなければならない。また指定流通機構に5日以内（休業日を含まない）に登録しなければならない。
宅建業者は、売買又は交換の媒介契約を締結したら遅滞なく以下の事項を記載した書面（通称、34条の2書面）を作成し、記名押印して依頼者に交付しなければならない。
1. 物件を特定するために必要な事項
2. 売買すべき価額または評価額[8]
3. 媒介のかたち
4. 報酬
5. 有効期間
6. 解除、媒介契約違反の場合の措置
7. 指定流通機構への登録に関する事項
8. 標準媒介契約約款[9]に基づくか否か

物件情報を指定流通機構に登録しようとするときは、以下の事項を登録しなければならない。また、登録した宅建業者は、指定流通機構から交付される登録を証する書面（登録済証）を遅滞なく、依頼者に引き渡さなければならない。
1. 宅地または建物についての所在、規模、形質、売買すべき価額
2. 宅地または建物に係る都市計画法その他の法令に基づく制限で主要なもの
3. 当該専任媒介契約が宅地または建物の交換の契約に係るものである場合にあっては、当該宅地または建物の評価額
4. 当該専任媒介契約が専属専任媒介契約である場合は、その旨

判例
宅建業者は商法543条に規定する他人間の商行為の媒介を業とする者でないから、商事仲立人ではなく民事仲立人であるが、商法502条11号で規定する仲立に関する行為を営業とするものであるから、商法4条1項により商人である。しかし売主から委託を受けず、かつ売主のためにする意思を有しないで売買を媒介した場合には、売主に対し商法512条により媒介につき報酬請求権を取得できるものではなく、また商法550条の適用の余地もない（最判昭44.6.26）。

## 契約書
民法では法令の制限内において契約内容や方法は自由と定められている（民法521条）。しかし、宅地建物取引業法では、宅建業者の関わる宅地建物取引では法定の事項を記入した契約書（業界用語で37条書面という）を作成しなければならない（37条）。
宅建業者は、契約を締結したときは遅滞なく、契約の両当事者（宅建業者が自ら当事者として契約したときは、その相手方）に、宅地建物取引士の記名のある契約書を交付しなければならない。たとえ、相手方が取引に精通している宅建業者であったとしても、これらの手続きを省略することはできない。なお、宅地建物取引士は「専任の」宅地建物取引士である必要はなく、また、事前に35条書面に記名した宅地建物取引士と、37条書面に記名する宅地建物取引士は、同じでなくてもよい。
必要的記載事項
取り決めの有無にかかわらず、宅建業者は以下の事項を37条書面に記載しなければならない。
1. 当事者の氏名（法人の場合はその名称）、及び住所
2. 当該宅地の所在、地番その他当該宅地を特定するために必要な表示、または当該建物の所在、種類、構造その他当該建物を特定するために必要な表示
3. 当該建物が既存の建物であるときは、建物の構造耐力上主要な部分等の状況について当事者の双方が確認した事項（売買・交換の場合）[11]
4. 代金、または交換差金の額並びにその支払いの時期、及び方法
5. 宅地、または建物の引渡しの時期
6. 移転登記の申請の時期（売買・交換の場合）

任意的記載事項
特に取り決めた場合、宅建業者は以下の事項を37条書面に記載しなければならない（貸借の場合は1~4のみ）。
1. 代金・交換差金・借賃以外の金銭の額、授受時期、授受目的
2. 契約の解除に関する定めの内容
3. 損害賠償額の予定、違約金に関する定めの内容
4. 代金・交換差金について金銭の貸借の斡旋の定めがあるときは、その不成立のときの措置
5. 危険負担に関する定めの内容
6. 瑕疵担保責任の履行に関する保証保険契約の締結等の措置の概要
7. 瑕疵担保責任の定めの内容
8. 租税その他の公課の負担に関する定めの内容

## 自ら売主制限
売主が宅地建物取引業者で、買主が宅地建物取引業者でない者（業者間取引での除外規定は78条2項）の場合、買主の保護を図るために、売主たる宅地建物取引業者に対し、民法等の原則よりも厳しい制限を課している。仮に買主に不利な特約を結んで制限を排除しようとしても、その特約は無効となる。以下の8項目を総称して「8種制限」ともいう。
自己の所有に属しない物件の売買契約締結制限（33条の2）
「自己の所有に属しない」とは、具体的には「他人物」（民法560条）と「未完成物件」である。原則として宅建業者は自ら売主としてこれらの売買契約を締結してはならない。以下の場合は例外として契約を締結できる。
- 「他人物」の場合、宅建業者がその物件を確実に取得できる契約を締結している場合（予約を含むが、効力の発生が停止条件に係るものは除く）
- 「未完成物件」の場合、宅建業者が手付金等の保全措置を講じた場合（保全措置が不要の場合は未完成物件でも契約できる）

申し込みの撤回（クーリングオフ）（37条の2）
買主は、売主たる宅建業者に対し申し込みの撤回（クーリングオフ）ができる旨及びその方法を書面で告げられた日から8日以内なら、何らの理由を必要とせずに一方的に申し込みの撤回または契約の解約をできる。買主がクーリングオフを行使するにはその旨を書面で宅建業者に通知しなければならない。クーリングオフの効力は書面を発したときに生じる。クーリングオフがなされると、宅建業者は受領した手付金等の金銭を速やかに返還しなければならす、また撤回、解約に伴う損害賠償・違約金の支払いを請求することはできない。なお、以下の場合には、クーリングオフは行使できない。
- 申込または契約締結の場所が、宅建業者の事務所の場合（代理・媒介した宅建業者の事務所を含む）
- 申込または契約締結の場所が、宅建業者の、事務所以外の場所で土地に定着していて、専任の宅地建物取引士の設置義務のある、継続的に業務可能な場所の場合
- 申込または契約締結の場所が、買主から申し出た場合の、買主の自宅・勤務先の場合
- 宅地建物の引渡しを受け、かつ代金全額を支払った場合
- 宅建業者から書面で告げられた日から、8日を経過した場合

損害賠償額の予定等の制限（38条）
契約解除に伴う損害賠償額の予定（民法420条）や違約金（名目は問わない）を定めるときは、合計して代金額の20%を超えてはならない。超える特約は、20%を超える部分について無効となる。
手付額の制限（39条）
宅建業者が買主から受け取る手付金は、代金額の20%を超えてはいけない。超えた部分は無効となる。また、手付金は常に「解約手付」となる。
瑕疵担保責任特約の制限（40条）
瑕疵担保責任について、民法の原則（買主が瑕疵の存在を知ったときから1年間責任を負う。民法570条）よりも買主に不利となる特約は無効となる。ただし例外として、瑕疵担保責任の期間を引渡しの日から2年以上とする特約は認められる。実際にも「引渡しの日から2年間」とする特約が多い。なお、新築住宅の売買契約については、住宅の品質確保の促進等に関する法律が優先される。
手付金等の保全措置（41条、41条の2）
物件の引渡し前に買主が宅建業者に支払う金銭（手付金、内金、中間金等、名目は問わない）について、宅建業者は保全措置を講じた後でなければ、受領してはいけない。後述の例外にあたらないのに保全措置を講じない場合は、買主は支払義務を負わない。保全措置とは「銀行等による保証」「保険事業者による保証保険」「指定保管機関による保管」のいずれかである。ただし未完成物件の場合は「指定保管機関による保管」は利用できない。保全は受領した金銭の全額について保全をしなければならず、一部のみの保全は認められない。なお以下の場合には保全措置は不要である。
- 手付金等の額が1000万円以下かつ、未完成物件の場合は代金の5%以下、完成物件の場合は代金の10%以下の場合
- 買主がその宅地建物について所有権の登記をした場合

割賦販売契約の解除等の制限（42条）
宅建業者は自ら売主となる割賦販売契約について、買主から賦払金の支払いがない場合でも、30日以上の相当期間を定めて買主に支払いを催告し、期間内の支払いがない場合でなければ、賦払金の不払いを理由とした契約の解除や残金全額の支払い請求はできない。
所有権留保等の禁止（43条）
所有権留保や譲渡担保による売買契約は、原則として禁止される。以下の場合には所有権留保が認められる。
- 宅建業者が受け取った額が、代金額の30%以下の場合
- 買主が残代金担保のための抵当権や先取特権の登記申請に協力せず、残代金を保証する保証人を立てることもしない場合

## 説明義務
環境情報
土壌汚染対策法の土壌汚染のある指定区域や、廃棄物の処理及び清掃に関する法律における地下に廃棄物がある場合の指定区域や、さらに、アスベスト（石綿）の有無等を重要事項として説明しないと業務停止等の処分を受ける。また、指定区域でなくとも、買主がその情報を聞いていれば購入しなかったであろう場合に説明しなかったことにつき、業務停止処分を受けた例がある。
土壌汚染対策法における指定区域
土壌汚染対策法における指定区域は本法47条によって書面で説明する必要があるだけでなく、その土壌汚染に関する情報を買主が知っていたならば、不動産を購入しなかったと言う意思表示をした場合においては、本法違反として業務停止処分を受けた事例がある。
廃棄物の処理及び清掃に関する法律における指定区域
廃棄物の処理及び清掃に関する法律における指定区域は各自治体で公表されている。たとえば夢の島等のように廃棄物で埋立てられた土地取引においては、重要説明事項として書面で説明しなければ本法違反として業務停止などの処分を受ける。